# Tempio evangelico valdese
Il tempio evangelico valdese è un edificio adibito a culto evangelico valdese sito in piazza Mazzini a Rio Marina.

## Storia
La prima presenza di una comunità evangelica a Rio Marina risale al 1853, ma solo l'8 marzo 1863 fu costituita la chiesa valdese, che contava su 18 donne e 5 uomini. Il 24 marzo 1864 fu inaugurato il tempio; nel 1867-68 furono costruite l'abitazione del pastore e due aule. La scuola era nata ancor prima, nel 1862, e ben presto era arrivata ad avere 120 alunni.
Nonostante l'emigrazione, la chiesa raggiunse la punta massima dei suoi membri, 105, nel 1905, mentre la scuola, frequentata sia da figli di evangelici che di cattolici, contava nel 1924 192 alunni. Nel 1925, con il consolidarsi del fascismo, la scuola fu ufficialmente chiusa ma di fatto continuò la sua attività fino al 1931. Nel dopoguerra nei locali dell'ex-scuola fu costituita la Casa Valdese mentre l'attività della Chiesa continua tuttora assistita dal pastore valdese di Livorno.